# 长沙保卫战 (电视剧)
《长沙保卫战》（英語：The Fight of Changsha），总导演董亚春，本劇改編自羅先明的歷史紀實小說《遠東戰爭風雲》，主演张丰毅、佟瑞欣、马晓伟、郑昊、徐永革、周卫星、斯琴高娃·南吉、曹克难、戴娇倩、刘劲。2014年1月27日湖南经视首播，12月15日央视八套首播。

## 剧情
该剧讲述1938年之后中华民国抗日战争，中方将领是薛岳，他也是该剧的灵魂人物。

## 演出
| 演员                 | 角色       | 备注                                                                             |
| 张丰毅               | 薛岳       | 第九戰區司令長官                                                                 |
| 马晓伟               | 蒋中正     | 國民政府軍事委員會委員長                                                         |
| 郑昊                 | 李本忠     | 長沙警察，後投身軍旅抗戰                                                         |
| 斯琴高娃·南吉        | 吕慧       | 八路軍駐湘通訊處女記者                                                           |
| 徐永革               | 吳逸志     | 第九戰區司令长官部参谋长兼干部训练团教育长                                       |
| 曹克难               | 罗卓英     | 第九戰區副司令長官兼國民革命軍第十九集團軍總司令                                 |
| 劉小寧               | 陳誠       | 國民政府軍事委員會政治部部長、原第九戰區司令長官                                 |
| 陳天路               | 白崇禧     | 國民政府軍事委員會副總參謀長                                                     |
| 關暉                 | 楊森       | 國民革命軍第二十七集團軍總司令                                                   |
| 石崗                 | 彭位仁     | 國民革命軍第七十三軍軍長                                                         |
| 付風男               | 楊漢域     | 國民革命軍第二十軍軍長                                                           |
| 張世會               | 張治中     | 湖南省政府主席，因引發長沙大火被撤職                                             |
| 姚居德               | 李玉堂     | 國民革命軍第八軍、第十軍軍長                                                     |
| 姚擴                 | 方先覺     | 國民革命軍第八軍、第十軍預十師師長                                               |
| 許正廷               | 陳布雷     | 中國国民党中央政治会议委員、軍事委員會委員長侍從室第二处主任                     |
| 李强                 | 戴笠       | 國民政府軍事委員會調查統計局局長                                                 |
| 佟瑞欣               | 彭中華     | 国民革命军第八路军駐湘通訊處主任                                                 |
| 李跃民               | 汪精衛     | 原國防最高會議副主席及國民黨副總裁，因主張對日親善被免職，後投日並成立汪精卫政权 |
| 裴錚                 | 關麟徵     | 國民革命軍第十五集团军总司令                                                     |
| 程杰                 | 王耀武     | 國民革命軍第七十四軍軍長                                                         |
| 王伍福               | 朱德       | 八路軍總司令                                                                     |
| 鄭强                 | 張聞天     | 中共中央委员会总书记                                                             |
| 戴娇倩               | 方少云     | 薛岳夫人                                                                         |
| 張寧                 | 周佛海     | 原國民黨中央宣傳部代理部長，後隨汪精衛投日，汪精卫政权行政院副院長               |
| 徐嘉                 | 陳璧君     | 汪精衛妻子                                                                       |
| 楊俊勇               | 陳公博     | 國民政府前實業部長，隨汪精衛投日，汪精卫政权首任立法院長                         |
| 劉潤成               | 馮玉祥     | 国防最高委员会常委                                                               |
| 王霙                 | 毛泽东     | 中共中央領導人，中共傑出的戰略家和理論家，著有《论持久战》                       |
| 刘劲                 | 周恩来     | 國民政府軍事委員會政治部副主任兼八路軍駐渝辦事處主任，中共領導人之一             |
| 李玉                 | 日军将领   |                                                                                  |
| 于彥凱               | 青木重誠   | 日本陸軍第11军參謀長                                                             |
| 周卫星               | 稻叶四郎   | 日本陸軍第11軍第6师团师团长                                                      |
| 黄港                 | 昭和天皇   | 日本天皇                                                                         |
| 戴明                 | 米內光政   | 第37任日本內閣總理大臣                                                           |
| 木村荣               | 冈村宁次   | 日本陸軍第11军第一任司令官，指揮第一次長沙會戰                                   |
| 须藤正裕             | 阿南惟幾   | 日本陸軍第11军第三任司令官，指揮第二次及第三次长沙会战                           |
| 三浦研一             | 东条英机   | 日本軍閥，先後出任日本陸軍大臣及第40任內閣總理大臣                               |
| 平田康之             | 近衛文麿   | 第34、38及39任日本內閣總理大臣                                                   |
| 舟久保信之           | 板垣征四郎 | 先後出任日本陸軍大臣及中国派遣军总参谋长（第一次長沙會戰），策划汪精衛政府的成立 |
| 山崎敬一             | 今井武夫   | 中国派遣军中國課課長，出面進行與國民政府的秘密和談                               |
| Alexander Pavlov     | 斯大林     | 苏联共产党中央委员会总书记、蘇聯部長會議主席、蘇聯國防委員會主席                 |
| John Paisley         | 罗斯福总统 | 第32任美國總統                                                                   |
| Michael John Gralapp | 丘吉尔首相 | 英國首相                                                                         |
| Adam Jankalinski     | 伏羅希洛夫 | 蘇聯國防人民委員，後任蘇聯國防委員會委员                                         |

## 制作
该剧是张丰毅和郑昊二度合作。张丰毅出演抗日名将薛岳。戴娇倩出演薛岳夫人方少云。
斯琴高娃·南吉被誉为“小斯琴高娃”。